# Dekanat Mosbach-Buchen
Das Dekanat Mosbach-Buchen ist ein Dekanat in der Erzdiözese Freiburg. Geographisch ist es ein weiträumiges Landdekanat. Das Dekanat umfasst den ganzen Neckar-Odenwald-Kreis, die Stadt Eberbach im Rhein-Neckar-Kreis sowie die Seelsorgeeinheit Neudenau im Kreis Heilbronn.

## Geschichte
Am 1. Januar 2008 kam es mit einer Dekanatsreform im Erzbistum Freiburg zur Bildung des Dekanats Mosbach-Buchen als einem von 26 Dekanaten. Sitz des Dekanats ist Buchen. Das Dekanat Mosbach-Buchen bildet zusammen mit dem Dekanat Tauberbischofsheim die Region Odenwald-Tauber.
Von ursprünglich 13 Seelsorgeeinheiten im Dekanat Mosbach-Buchen verringerte sich deren Anzahl durch Zusammenlegungen bis zum 1. Januar 2015 auf zehn:
- Die Kirchengemeinden Billigheim-Schefflenz und Neudenau fusionierten zur Seelsorgeeinheit Billigheim-Neudenau-Schefflenz.[4]
- Die Kirchengemeinden Elz-Neckar und Mosbach fusionierten zur Seelsorgeeinheit Mosbach-Elz-Neckar.[4]
- Die Kirchengemeinden Hardheim und Höpfingen fusionierten zur Seelsorgeeinheit Hardheim-Höpfingen im Madonnenland.[4]

## Gliederung
Das Dekanat Mosbach-Buchen gliedert sich in die folgenden zehn Seelsorgeeinheiten:
| Seelsorgeeinheiten                      | zugehörige Pfarreien und Filialen |
| --------------------------------------- | --- |
| SE Adelsheim-Osterburken-Seckach        | St. Kilian (Osterburken), St. Gangolf (Schlierstadt), St. Marien (Adelsheim) mit Jakobskirche (Adelsheim), St. Josef (Sennfeld), St. Karl Borromäus (Rosenberg), St. Sebastian (Seckach), St. Bernhard (Seckach-Klinge)                                                                                     |
| SE Aglasterhausen-Neunkirchen           | St. Bartholomäus (Neunkirchen), St. Matthäus (Aglasterhausen) |
| SE Billigheim-Neudenau-Schefflenz       | St. Michael (Billigheim), St. Georg (Allfeld) mit St.-Anna-Kapelle (Allfeld), St. Martin (Billigheim-Sulzbach), St. Nikolaus (Waldmühlbach), St. Laurentius (Neudenau), St. Kilian (Herbolzheim), St. Kilian (Schefflenz)                                                                                   |
| SE Buchen                               | St. Oswald (Buchen), St. Bartholomäus (Götzingen), St. Magnus (Hainstadt), St. Johannes und Paulus (Hettigenbeuern), St. Peter und Paul (Hettingen), St. Johannes Baptist (Hollerbach), St. Michael (Waldhausen)                                                                                            |
| SE Mosbach-Elz-Neckar                   | St. Dionysius (Haßmersheim), St. Cäcilia (Mosbach) mit Filiale Stiftskirche St. Juliana (Mosbach), St. Josef (Mosbach), St. Paulus (Lohrbach), St. Maria Neckarelz-Diedesheim,Tempelhaus St. Maria (Neckarelz), St. Laurenzius (Obrigheim) mit Filialen St. Maria (Asbach) und Christuskirche (Mörtelstein) |
| SE Elztal-Limbach-Fahrenbach            | St. Valentin (Limbach), Hl. Kreuz (Limbach-Wagenschwend), St. Maria (Elztal-Dallau), St. Georg (Rittersbach), St. Jakobus (Fahrenbach) |
| SE Hardheim-Höpfingen im Madonnenland   | St. Alban (Hardheim) mit St. Stephan (Dornberg), St. Sebastian und Vitus (Bretzingen), St. Wendelin (Erfeld), St. Burkard (Gerichtstetten), St. Andres (Schweinberg), St. Ägidius (Höpfingen), St. Justinus (Waldstetten)                                                                                   |
| SE Mudau                                | St. Pankratius (Mudau) mit der Filiale St. Josef (Donebach), St. Peter und Paul (Scheindental), St. Wolfgang (Mudau-Schlossau), St. Martin (Steinbach) mit St. Veit und St. Martin (Steinbach) |
| SE Neckartal-Hoher Odenwald Edith Stein | St. Johannes Nepomuk (Eberbach), St. Josef (Eberbach), St. Afra (Neckargerach), St. Maria (Waldbrunn) |
| SE Walldürn                             | Wallfahrtsbasilika St. Georg (Walldürn), St. Valentin (Altheim), St. Wendelin (Glashofen), St. Sebastian (Rippberg) |

## Demographische und sozialräumliche Struktur
Das Dekanat Mosbach-Buchen liegt in der nördlichsten Region der Erzdiözese Freiburg. Zusammen mit dem Dekanat Tauberbischofsheim bildet es die Region Odenwald-Tauber. Die Diözesanstelle Odenwald-Tauber (Bezeichnung seit dem 1. Oktober 2015; zuvor Regionalstelle genannt) befindet sich in Hainstadt, einem Stadtteil von Buchen.
Flächenmäßig ist das Dekanat Mosbach-Buchen mit 1237,9 km² das größte Dekanat der Erzdiözese mit ca. 83.000 Katholiken, das sind 53 % der Gesamtbevölkerung des entsprechenden Gebiets (Stand: 10. November 2009).

## Ökumenische Zusammenarbeit
Die Grenzen des katholischen Dekanates Mosbach-Buchen überschneiden sich mit vier evangelischen Dekanaten. Mit dem Kirchenbezirk Mosbach und dem Kirchenbezirk Adelsheim-Boxberg bestehen gemeinsame Arbeitsgebiete und Kontakte. Daneben werden Kooperationen in der Hospizarbeit, der Trauerpastoral, der Frauenarbeit oder auch der Notfallseelsorge gesucht. Ferner hat das Ökumenische Zentrum in Mosbach-Neckarelz eine besondere Bedeutung in der ökumenischen Zusammenarbeit.